# Malkā
Malkā (arabiska: ملكا) är en ort i Jordanien.   Den ligger i guvernementet Irbid, i den norra delen av landet, 80 km norr om huvudstaden Amman. Malkā ligger 325 meter över havet och antalet invånare är 6 856.
Terrängen runt Malkā är kuperad. Runt Malkā är det tätbefolkat, med 530 invånare per kvadratkilometer. Närmaste större samhälle är Irbid, 16,3 km sydost om Malkā. Trakten runt Malkā består till största delen av jordbruksmark.